# Coupe du Liechtenstein de football 1993-1994
Navigation
Édition précédente Édition suivante
La coupe du Liechtenstein 1993-1994 de football est la 49e édition de la Coupe nationale de football, la seule compétition nationale du pays en l'absence de championnat.
La finale est disputée à Eschen, le 12 mai 1994, entre le FC Balzers et le FC Schaan. 
Le FC Schaan remporte le trophée en battant le FC Balzers. Il s'agit du 3e titre de l'histoire du club dans la compétition. Grâce à ce succès, le club assure sa participation à la prochaine édition de la Coupe d'Europe des vainqueurs de coupe.

## 1ertour
| Équipe 1             | Résultat | Équipe 2          |
| -------------------- | -------- | ----------------- |
| FC Schaan Azzurri    | 1 - 5    | FC Triesenberg    |
| FC Vaduz II          | 2 - 1    | FC Triesen        |
| FC Triesenberg II    | 4 - 6    | FC Vaduz          |
| FC Triesen Español   | 1 - 2    | FC Schaan         |
| FC Schaan II         | 0 - 14   | USV Eschen/Mauren |
| USV Eschen/Mauren II | 2 - 0    | FC Ruggell        |
| FC Ruggell II        | 0 - 7    | FC Balzers        |
| FC Triesen II        | 2 - 3    | FC Balzers II     |

## Quarts de finale
| Équipe 1             | Résultat | Équipe 2          |
| -------------------- | -------- | ----------------- |
| FC Balzers II        | 0 - 2    | FC Vaduz          |
| FC Vaduz II          | 0 - 3    | FC Balzers        |
| USV Eschen/Mauren II | 2 - 4    | FC Schaan         |
| FC Triesenberg       | 5 - 2    | USV Eschen/Mauren |

## Demi-finales
| Équipe 1       | Résultat        | Équipe 2   |
| -------------- | --------------- | ---------- |
| FC Triesenberg | 0 - 2           | FC Balzers |
| FC Vaduz       | 1 - 1 4 - 5 tab | FC Schaan  |

## Finale
| 12 mai 1994 | FC Schaan | 3 - 0 | FC Balzers | Eschen |  |
|             |           |       |            |        |  |

- Le FC Schaan se qualifie pour la Coupe d'Europe des vainqueurs de coupe 1994-1995.